# José Orengo
Pour les articles homonymes, voir Orengo.
Pas d'image ? Cliquez ici

a Compétitions nationales et continentales officielles uniquement.

b Matchs officiels uniquement.
Dernière mise à jour le 8 novembre 2024.
José Orengo, né le 26 avril 1976 à Rosario, est un joueur de rugby rugby à XV, international argentin, évoluant au poste de centre (1,75 m pour 85 kg).

## Palmarès

### En club
- Vainqueur du Tournoi de l'URBA en 2000 avec l'Atlético del Rosario

### En équipe nationale
- Vainqueur du Championnat d'Amérique du Sud en 1997 avec l'équipe d'Argentine

## Statistiques internationales
- 36 sélections en équipe d'Argentine
- 9 essais
- 45 points
- Nombre de sélections par année : 1 en 1996, 3 en 1997, 7 en 1998, 1 en 1999, 3 en 2000, 7 en 2001, 6 en 2002, 6 en 2003, 2 en 2004.
- Coupes du monde de rugby disputées :
  - 2003 (2 matchs, 2 comme titulaire).